# Цефтібутен
Цефтібутен — антибіотик з групи цефалоспоринів ІІІ покоління для перорального застосування.

## Фармакологічні властивості
Цефтібутен — антибіотик широкого спектра дії. Препарат відноситься до бактерицидних антибіотиків, дія полягає в порушенні синтезу клітинної стінки бактерій. Проявляє високу активність щодо таких збудників: стрептококи, сальмонелли, клебсієли, Haemophilus influenzae, Escherichia coli, Moraxella catarrhalis, Proteus spp., Citrobacter spp., Enterobacter spp., Serratia spp., нейсерії, шиґели, Brucella spp. Цефтібутен стійкий до дії β-лактамаз. Цефтібутен неактивний щодо стафілококів, ентерококів, Pseudomonas spp., туберкульозної палички.

### Фармакодинаміка
При прийомі всередину препарат швидко всмоктується, досягає максимальної концентрації в крові за 2-3 години. Біодоступність цефтібутену становить близько 90 %. Препарат швидко проникає в тканини організму і позаклітинну рідину. Період напіввиведення препарату становить 2-2,3 год., при порушенні функції нирок подовжується до 7 годин. Виводиться препарат з організму переважно з сечею і в незміненому вигляді.

## Показання до застосування
Цефтібутен застосовується при інфекціях, що викликані чутливими до препарату мікроорганізмами: інфекції ЛОР-органів (фарингіт, тонзиліт, скарлатина, отит, синусити); інфекції нижніх дихальних шляхів (бронхіти, пневмонії); інфекції сечовивідних шляхів; ентерит і гастроентерит у дітей, що спричинений сальмонелами, шиґелами або кишечною паличкою.

## Побічна дія
При застосуванні цефтібутену спостерігаються наступні побічні ефекти:
- Алергічні реакції — висипання на шкірі, свербіж шкіри, сироваткова хвороба, кропив'янка, бронхоспазм, ангіоневротичний набряк, Синдром Стівенса-Джонсона, синдром Лаєлла, анафілактичний шок.
- З боку травної системи — часто кандидоз ротової порожнини, діарея, нудота, блювота, біль в животі, сухість в роті, метеоризм, нетримання калу; рідко жовтяниця, холестатичний синдром, псевдомембранозний коліт.
- З боку нервової системи — рідко головний біль, сонливість, запаморочення, зміна смаку, судоми, безсоння.
- Зміни в лабораторних аналізах — рідко еозинофілія, лейкопенія, нейтропенія, тромбоцитопенія, тромбоцитемія, панцитопенія, агранулоцитоз, апластична анемія, гемолітична анемія, подовження протромбінового часу, підвищення рівня креатиніну і сечовини, підвищення рівня білірубіну, підвищення рівня активності трансаміназ і лужної фосфатази.

## Протипокази
Цефтібутен протипоказаний при підвищеній чутливості до β-лактамних антибіотиків, при вагітності. З обережністю застосовують при годуванні грудьми.

## Форми випуску
Цефтібутен випускається у вигляді желатинових капсул по 0,4 г і порошку для приготування суспензії для прийому всередину.